# إدوارد دين آدامز
إدوارد دين آدامز (بالإنجليزية: Edward Dean Adams)‏ هو شخصية أعمال أمريكي، ولد في 9 أبريل 1846، وتوفي في 20 مايو 1931.